# Ultra Music Festival
L'Ultra Music Festival (UMF) è un festival all'aperto di musica elettronica, che si tiene annualmente nel mese di marzo a Miami, Florida, Stati Uniti. Il Festival coincide con l'annuale Winter Music Conference, anch'esso a Miami.
L'UMF si svolge a Downtown Miami, nel Bayfront Park. Dal 1999 al 2006 la durata del festival era di un giorno, dal 2007 al 2010 si allungò di 2 giorni e, infine, dal 2011 è diventato di 3 giorni.
Al mondo vi sono anche altre edizioni dell'UMF: Ibiza, Spagna; Buenos Aires, Argentina; San Paolo, Brasile; Santiago del Cile, Cile; Seul, Corea del Sud; Giappone Città del Capo e Johannesburg, Sudafrica; Spalato e Lesina, Croazia.
Nonostante il nome simile, UMF non era collegato alla casa discografica di musica elettronica chiamata Ultra Music.
Ciò nonostante, queste due entità hanno annunciato una collaborazione globale ad Agosto 2012, la quale permetterà loro
di collaborare in marketing e promozioni.
Tra i principali artisti che hanno suonato all'Ultra si possono citare: Marshmello, deadmau5, Avicii, David Guetta, Martin Garrix, Tiësto, Hardwell, Steve Aoki, Dimitri Vegas & Like Mike, Laidback Luke, Armin van Buuren.
Ci sono anche stati molti invitati a suonare come ad esempio: W&W, VINAI, Diplo, Skrillex, Knife Party, The Chainsmokers e altri ancora.
In occasione del ventesimo anniversario del festival tenutosi nel 2018, sul palco del mainstage si sono riconciliati gli Swedish House Mafia, esattamente dove nel 2013 hanno dato l'addio nel loro ultimo concerto.
L'edizione del 2019 si è tenuta dal 29 al 31 marzo 2019 a Virginia Key invece che a Bayfront Park, questo perché il 27 settembre 2018, i commissari di Miami hanno votato contro il permesso di ospitare il festival al Bayfront Park, citando lamentele per il rumore e altre preoccupazioni tra i residenti del centro. 

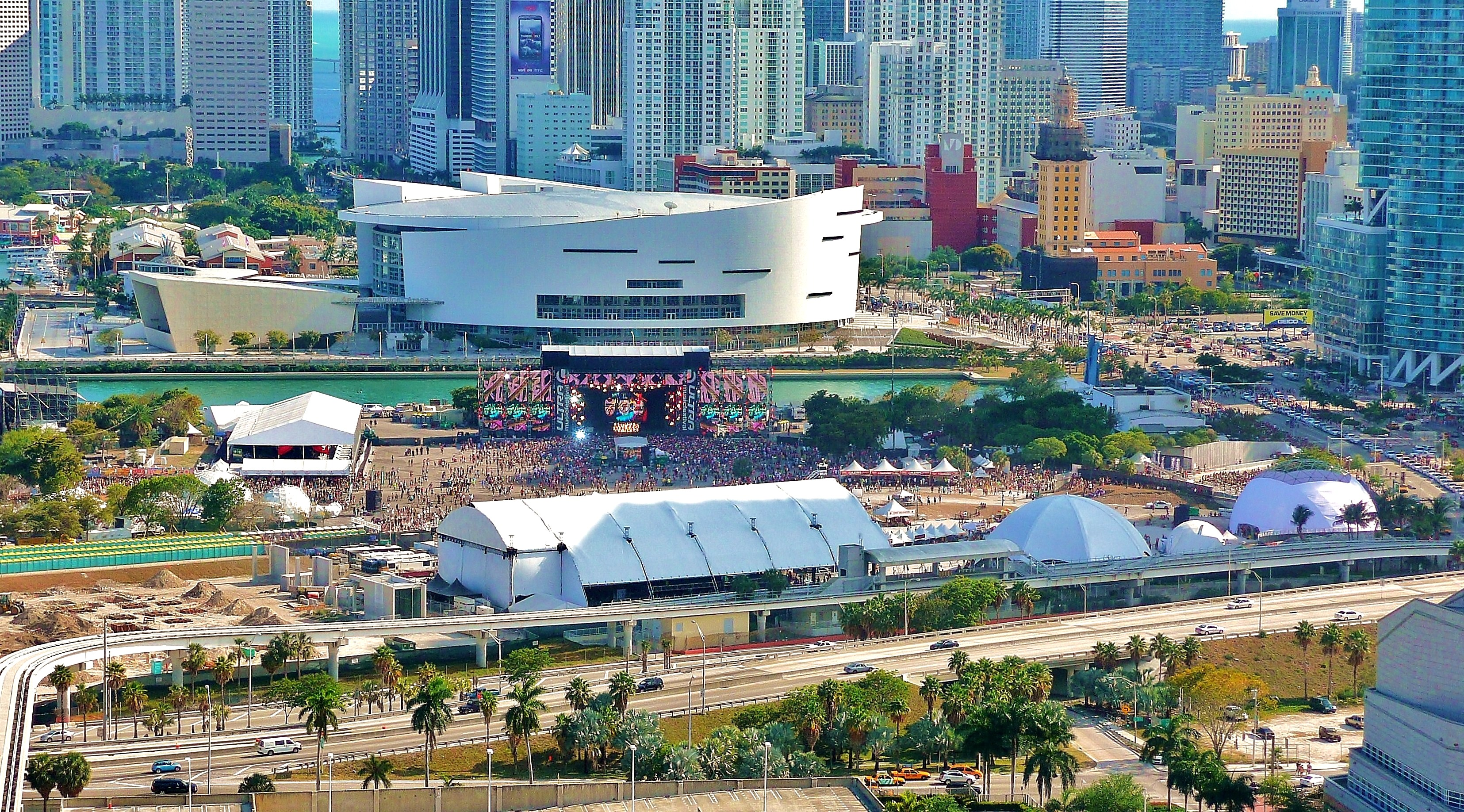
L'Ultra Music Festival visto dall'alto

L'edizione 2020, programmata per il 27-29 marzo 2020, è stata rinviata inizialmente al 2021 e infine al 2022 a causa della pandemia di COVID-19.

## Storia

### L'inizio: The Beach (1999-2000)
L'Ultra Music Festival è stato inaugurato e prodotto nel 1999 dai soci in affari Russell Faibisch, Ray Navarro e Alex Omes. Il festival è stato chiamato così in onore dell'album del 1997 con lo stesso nome della band inglese Depeche Mode. Il primo festival si è tenuto come evento di un giorno il 13 marzo 1999. Gli artisti del primo festival dell'Ultra includevano Paul van Dyk, Rabbit in the Moon, Josh Wink e DJ Baby Anne. Il primo Ultra Beach Music Festival, che si è tenuto al Collins Park di Miami Beach, si è rivelato popolare, con una stima di diecimila spettatori. Tuttavia, Faibisch e Omes hanno comunque registrato una perdita finanziaria tra i 10.000 e i 20.000 dollari durante l'anno inaugurale del festival.
Tuttavia, nel marzo 2000 il festival è tornato al Collins Park di South Beach e ha riscosso ancora più successo. La festa venne immediatamente rinnovata per un terzo anno.

### La crescita (2001-2012)
A causa dell'enorme aumento delle presenze tra il 1999 e il 2000, gli organizzatori del festival decisero di trasferirsi al Bayfront Park nel centro di Miami per il terzo evento annuale dell'Ultra nel 2001. L'Ultra Music Festival ha continuato a portare i più grandi nomi della musica dance elettronica a Miami con esibizioni di Robin Fox, Tiësto, DJ Eddie G Miami, Armin van Buuren, EC Twins, Paul van Dyk, Paul Oakenfold, Ferry Corsten, Sander Kleinenberg, Photek, Josh Wink, DJ Craze, Pete Tong, Erick Morillo e Rabbit in the Moon dal 2001 al 2005. Nel 2005, Fabisch incontrò Adam Russakoff, che da allora è stato produttore esecutivo, direttore degli affari commerciali e talent buyer per l'Ultra Music Festival e l'Ultra Worldwide. Il 2005 è stato anche l'anno in cui Carl Cox e Ultra hanno lavorato insieme per curare la Carl Cox and Friends Arena, precedentemente nota come Carl Cox Global Arena, che è stata da allora un pilastro dell'Ultra Music Festival. Con la partecipazione da record del settimo Ultra Music Festival annuale nel 2005, il festival è stato nuovamente trasferito in un'altra sede, il Bicentennial Park, per il 2006. Nel 2007, il festival ha tenuto il suo primo evento di due giorni al Bicentennial Park con oltre 50.000 spettatori, che è stato un altro record all'epoca per Ultra. Il festival ha celebrato il suo decimo anniversario dal 28 al 29 marzo 2008 con esibizioni di Tiësto, Underworld, Justice, Paul van Dyk, Carl Cox, Armin van Buuren, MSTRKRFT, deadmau5, Annie Mac, Eric Prydz, Ferry Corsten, Calvin Harris, Moby, Eddie G Miami, The Crystal Method, Boys Noize, Benny Benassi, Armand van Helden, The Bravery, David Guetta e molti altri.
Con una partecipazione stimata di oltre 70.000 persone al Main Stage, l'Ultra Music Festival ha stabilito un nuovo record per la città di Miami per il numero di biglietti venduti per un singolo evento. L'undicesima edizione annuale del festival si è svolta dal 27 al 28 marzo 2009: la scaletta includeva più gruppi crossover e band dal vivo con artisti del calibro di The Black Eyed Peas, The Prodigy, The Ting Tings, Santigold, Crystal Castles, The Whip e Perry Farrell. La dodicesima edizione dell'Ultra si è svolta dal 26 al 27 marzo 2010, con esibizioni esclusive di Tiësto, deadmau5, Groove Armada, Orbital, Little Boots, Sasha & Digweed, Above & Beyond, Armin van Buuren, Carl Cox, Swedish House Mafia e The Bloody Beetroots. Ogni tappa è stata accompagnata dalle arti visive fornite dai VJ Vello Virkhaus, Psyberpixie e Cozer.
Il festival ha registrato il tutto esaurito per la prima volta con oltre 100.000 partecipanti al Main Stage, dove è stato anche annunciato che la tredicesima edizione annuale si sarebbe svolta nel corso di tre giorni durante il marzo 2011. L'Ultra Music Festival si è espanso a un festival di tre giorni nel 2011, coprendo il fine settimana del 25-27 marzo 2011. Sempre all'edizione 2011 dell'Ultra, Armin van Buuren ha debuttato su un palco dedicato al suo programma radiofonico, A State of Trance, celebrando 500 episodi. Come la Carl Cox & Friends Arena, il palco di A State of Trance continua a essere un pilastro dell'Ultra Music Festival. Il palco A State of Trance 500 ha ospitato artisti come Ferry Corsten, Markus Schulz, ATB, Cosmic Gate, Gareth Emery, Sander van Doorn, Alex M.O.R.P.H. e altri.

### La consacrazione (2012 - presente)

#### 2012
La quattordicesima edizione dell'Ultra Music Festival si è tenuta dal 23 al 25 marzo 2012. A causa della costruzione del Miami Art Museum al Bicentennial Park, l'evento è stato spostato di nuovo al Bayfront Park per la prima volta dal 2005. A partire da quest'anno, il festival ha anche iniziato a produrre una trasmissione ufficiale in streaming live.
I biglietti in prevendita anticipata per l'Ultra Music Festival 2012 sono andati esauriti in pochi secondi. Poco dopo, i prezzi dei biglietti in prevendita sono aumentati da $149 a $229. La formazione era guidata da artisti come Kraftwerk, Bassnectar, Justice, Avicii, Fatboy Slim, Wolfgang Gartner, Richie Hawtin, Skrillex, Pretty Lights, M83, Duck Sauce, Kaskade e altri. Madonna ha fatto un'apparizione a sorpresa per Avicii, a supporto del suo remix di "Girl Gone Wild", il secondo singolo dal suo album di recente uscita MDNA.

#### 2013
In onore del suo quindicesimo anniversario, l'edizione del 2013 si è tenuta in due weekend, dal 15 al 17 marzo 2013 e dal 22 al 24 marzo 2013. La prima fase della scaletta del festival è stata ufficialmente rivelata nel gennaio 2013, confermando le apparizioni di David Guetta, deadmau5 e Tiësto in entrambi i weekend, insieme agli Swedish House Mafia (che hanno servito come ultime due esibizioni del loro tour d'addio One Last Tour). Altri headliner degni di nota includevano Afrojack, Avicii (il cui set ha ampiamente presentato nuove canzoni dal suo prossimo album True), Calvin Harris, Richie Hawtin, Boys Noize, Carl Cox, Armin van Buuren, Alesso, Dog Blood (Skrillex e Boys Noize), Luciano, Snoop Dogg, The Weeknd, Martin Solveig e Zedd.
Il 7 gennaio 2013, dopo che gli organizzatori avevano richiesto ulteriori chiusure stradali per l'evento, il commissario di Miami Marc Sarnoff ha proposto una risoluzione che chiedeva la cancellazione del secondo fine settimana. Sarnoff riteneva che consentire che l'evento si svolgesse in due fine settimana sarebbe stato "dirompente per la comunità imprenditoriale locale e i residenti della zona a causa del rumore, del comportamento molesto dei frequentatori del festival e del traffico bloccato", indipendentemente dal fatto che Ultra avesse generato 79 milioni di dollari durante l'anno precedente. Il consiglio comunale ha votato a favore della continuazione con il secondo fine settimana il 10 gennaio 2013, addebitando agli organizzatori i costi per i servizi di polizia e vigili del fuoco.
I due fine settimana hanno avuto una partecipazione totale di 330.000 spettatori sul palco principale.

#### 2014
Per il 2014, il festival è tornato a un singolo weekend, che si è svolto dal 28 al 30 marzo. La prima fase della scaletta del festival è stata svelata nel dicembre 2013, confermando le apparizioni principali di grandi artisti tra cui Armin van Buuren, Afrojack, Carl Cox, David Guetta, Hardwell, Fedde Le Grand, Krewella, Martin Garrix, New World Punx, Nicky Romero, Tiësto e Zedd. Dopo essere stato diagnosticato con una cistifellea bloccata e essere tornato in Svezia per un intervento chirurgico, deadmau5 ha sostituito Avicii come ultimo atto sul palco principale per sabato.
Tra le esibizioni degne di nota durante il festival ci sono state la première del nuovo spettacolo dal vivo di Eric Prydz "Holo", il debutto del nuovo progetto parallelo di Diplo e Skrillex Jack Ü, il set degli Above & Beyond interrotto da un temporale (che ha richiesto loro e la loro attrezzatura di essere spostata nel backstage; il duo lo considerava uno dei loro "concerti più insoliti"), l'esibizione di debutto del duo Gaia di Armin van Buuren e Benno de Goeij, e deadmau5 che "trollò" il pubblico durante il suo set suonando un mashup di "Animals" di Martin Garrix con "Old McDonald Had a Farm".
Il 28 marzo, una guardia di sicurezza è stata lasciata in condizioni "estremamente critiche" dopo essere stata calpestata da una folla di persone che tentavano di entrare nel festival abbattendo una recinzione a maglie di catena.

#### 2015
Dopo l'incidente del gatecrashing nel 2014, sono sorte alcune incertezze sul fatto che Ultra avrebbe avuto luogo; tuttavia, gli organizzatori hanno proceduto ad annunciare che l'evento del 2015 si sarebbe svolto dal 27 al 29 marzo. Gli organizzatori hanno anche annunciato piani per una revisione completa delle disposizioni di sicurezza del festival con il coinvolgimento del dipartimento di polizia di Miami, che ha valutato come la sicurezza potesse essere migliorata per "impedire che un incidente criminale di questa natura si verificasse di nuovo". In seguito all'incidente, il sindaco di Miami Tomás Regalado ha suggerito che l'incidente del gatecrashing potrebbe essere considerato una violazione del contratto degli organizzatori con la città, che impedirebbe che Ultra si tenga a Miami.
In una riunione del 24 aprile 2014, i commissari di Miami hanno votato 4 a 1 contro il divieto del festival, consentendo a Ultra di rimanere nel centro di Miami per il 2015. Marc Sarnoff, l'unico commissario a votare a favore del divieto di Ultra, ha presentato filmati di comportamenti osceni da parte dei partecipanti alle edizioni precedenti e ha sostenuto che l'evento ha influenzato la qualità della vita dei residenti del centro perché venivano molestati dai visitatori. I restanti commissari hanno sostenuto la presenza del festival a causa dell'esposizione e degli effetti economici positivi che porta a Miami e Keon Hardemon ha contestato l'argomentazione secondo cui ha influenzato i residenti del centro, poiché, a suo parere, hanno scelto di vivere in città in modo da poter partecipare agli eventi locali. Tuttavia, l'approvazione è stata fatta a condizione che gli organizzatori introducano strutture per affrontare la sicurezza, limitare l'uso di droghe e comportamenti osceni da parte dei partecipanti. In una mossa correlata, gli organizzatori hanno annunciato a settembre 2014 che Ultra non avrebbe più ammesso i minori, al fine di migliorare la sicurezza generale e l'esperienza dei partecipanti. Inoltre gli organizzatori assunsero il capo della polizia di Miami Beach in pensione Ray Martinez per supervisionare la sicurezza per gli eventi futuri.
Il 12 gennaio 2015, il co-fondatore di Ultra Alex Omes, che aveva lasciato l'organizzazione nel 2010, fu trovato morto all'età di 43 anni per overdose di droga.
La formazione del 2015 includeva Andrew Bayer, Avicii, Andy C, Axwell, Dash Berlin, Dirty South, Eric Prydz, Galantis, Hardwell, Hot Since 82, Martin Garrix, Sebastian Ingrosso, Steve Angello, Zeds Dead e altri. L'evento è stato formalmente chiuso da Skrillex, in seguito raggiunto da Diplo come Jack Ü, e con la partecipazione di cantanti ospiti come CL ("Dirty Vibe", "MTBD"), Kiesza ("Take Ü There"), Sean Combs (che si è unito a CL con una versione di "It's All About the Benjamins") e Justin Bieber per il nuovo singolo di Jack Ü "Where Are Ü Now". Il sito web di streaming di videogiochi Twitch ha assunto il ruolo di host del webcast ufficiale del festival.
Nel 2015 è stata introdotta anche una nuova area scenica chiamata Resistance, focalizzata su musicisti elettronici "underground" meno noti in generi come deep house e techno, e caratterizzata da un'installazione scenica a 360 gradi nota come "Afterburner", progettata dal collettivo britannico Arcadia Spectacular.

#### 2016
La scaletta iniziale dell'edizione del 2016, tenutasi dal 18 al 20 marzo 2016, è stata annunciata il 16 dicembre 2015; tra gli altri, è stato rivelato che il festival avrebbe ospitato le reunion di Rabbit in the Moon e Pendulum, insieme ad altri headliner come Afrojack, Avicii, Carl Cox, Die Antwoord, Dubfire, Eric Prydz, Hardwell, Kaskade, Kygo, Miike Snow, Nero, Purity Ring, Tycho e altri. La seconda fase della scaletta è stata annunciata a febbraio 2016, includendo AlunaGeorge, Andrew Rayel, The Chainsmokers, Crystal Castles, deadmau5, Galantis, Laidback Luke, Marshmello, Richie Hawtin, Sam Feldt, DJ Snake, Steve Angello e Tchami. I biglietti di ingresso generale sono andati esauriti il 21 gennaio 2016.
Poiché il membro della band Maxim non è stato in grado di partecipare per problemi medici, i Prodigy hanno annullato la loro esibizione del sabato sera. Deadmau5 ha preso il loro posto, insieme all'esibizione de A State of Trance precedentemente programmata per domenica. I Pendulum hanno formalmente chiuso il festival domenica sera e presentando apparizioni di ospiti come Tom Morello e Deadmau5 (quest'ultimo per "Ghosts 'n' Stuff" - che include Rob Swire dei Pendulum). È tornato anche il palco Resistance, che ha presentato "Spider" degli Arcadia Spectacular.
Nell'aprile 2016, DJ Mag ha nominato Ultra il miglior festival del mondo come risultato del loro sondaggio.

#### 2017
Subito dopo la conclusione dell'edizione del 2016, è stato annunciato che l'edizione del 2017 si sarebbe tenuta dal 24 al 26 marzo. I biglietti sono stati ufficialmente messi in vendita il 4 ottobre 2016. I biglietti di ingresso generale sono andati esauriti il 24 gennaio 2017.
La fase 1 della scaletta del 2017 è stata annunciata il 17 novembre 2016, elencando gli headliner dal vivo tra cui Ice Cube, Justice, Major Lazer, The Prodigy, Underworld e gli headliner DJ Above & Beyond, Afrojack, Armin van Buuren, Axwell & Ingrosso, Carl Cox, Dash Berlin, David Guetta, DJ Snake, Dubfire, Hardwell, Jamie Jones, Joseph Capriati, Maceo Plex, Marco Carola, Martin Garrix, Sasha & John Digweed, Steve Aoki, Tale of Us e Tiesto. La prima fase di artisti per Resistance è stata pubblicata il 3 dicembre 2017, tra cui Black Coffee, Chris Liebing, Eats Everything, Kolsch, The Martinez Brothers, Technasia e altri. È stato anche annunciato che Carl Cox era stato nominato "ambasciatore globale" di Resistance, supervisionando la produzione e la prenotazione dei DJ per le iniziative future sotto il marchio Resistance. Di conseguenza, anche la formazione Carl Cox & Friends del Megastructure è stata rinominata con il titolo Resistance, insieme alla sua presenza esistente sul palco dell'Arcadia Spider.
La fase 2 della scaletta è stata svelata il 9 febbraio 2017, e includeva le aggiunte di Adventure Club, Alan Walker, Barclay Crenshaw, Cedric Gervais, Don Diablo, Ferry Corsten presenta Gouryella, Jai Wolf, Laidback Luke, Rezz, Sam Feldt, Showtek, Slushii, Sunnery James & Ryan Marciano, Tchami, Vini Vici e altri. La fase 3 e il programma finale sono stati svelati il 9 marzo 2017, includendo tra gli altri DJ Cosmo. DJ Snake è stato l'ultimo atto del palco principale domenica, con un'apparizione come ospite di Future.
È disponibile un film del concerto dell'edizione del 2017. Presentato da Andrea Helfrich e Will Best, questo film del concerto originale presenta interviste esclusive, clip dietro le quinte e set dal vivo di artisti che si sono esibiti.

#### 2018
La fase 1 della scaletta per la ventesima edizione del festival, tenutasi dal 23 al 25 marzo, è stata svelata il 18 dicembre 2017, e includeva Afrojack, Axwell & Ingrosso, Azealia Banks, The Chainsmokers, David Guetta, DJ Snake, Empire of the Sun, Hardwell e Steve Aoki, tra gli altri. Questa è stata seguita dalla presentazione della scaletta per Resistance il 28 gennaio 2018, che includeva Adam Beyer, Carl Cox, Dubfire, Nicole Moudaber, così come Jackmaster, Eats Everything, Seth Troxler e il supergruppo di Skream J.E.S.u.S., tra gli altri. Il 25 febbraio 2018 è stata svelata la fase 2 della scaletta, che includeva Benny Benassi, Cedric Gervais, DubVision, Fischerspooner, Jauz, Modestep, Oliver Heldens, Djsky e altri. Il programma completo è stato svelato il 15 marzo, con Dash Berlin, G-Eazy, KSHMR e altri. È stato anche rivelato che sia il palco principale che quello dell'A State of Trance avrebbero ospitato headliner non annunciati come atti di chiusura dell'ultima serata.
Gli Swedish House Mafia hanno chiuso il festival nella loro prima apparizione dal vivo come gruppo dal 2013; le voci che suggerivano che i Daft Punk si sarebbero esibiti sono state dissipate da Steve Angello che ha annullato le date del tour in Asia che coincidevano con il festival, così come cartelli e immagini relative agli SHM sono apparsi in città. Altri ospiti speciali degni di nota durante il festival includevano il cantante K-pop e membro delle Girls' Generation Yuri (che si è esibito insieme a Raiden), Daddy Yankee, Elvis Crespo e Play-N-Skillz (che si sono uniti a Steve Aoki nella loro nuova canzone "Azukita", con Daddy Yankee che ha anche eseguito la sua "Gasolina"), Example, Adventure Club e Crankdat (che si sono uniti a Jauz sul palco principale), così come G-Eazy ("No Limit"), Lil Uzi Vert, Slushii, Yo Gotti ("Rake It Up") e Will Smith ("Miami") che sono stati tutti invitati come ospiti durante il set di Marshmello.
I responsabili della sicurezza hanno dichiarato che l'edizione del 2018 dell'Ultra è stata la "più sicura" degli ultimi anni, segnalando solo 27 arresti in totale durante il festival (legati in particolare a stupefacenti, contraffazione di biglietti e un partecipante che ha aggredito fisicamente un agente di polizia) e nessun incidente "grave".

#### 2019
L'edizione del 2019 si è tenuta dal 29 al 31 marzo 2019. Il 27 settembre 2018, i commissari di Miami hanno votato all'unanimità contro l'autorizzazione a ospitare il festival al Bayfront Park, citando lamentele sul rumore e altre preoccupazioni tra i residenti del centro.
A novembre 2018, gli organizzatori del festival hanno proposto di spostare Ultra sull'isola barriera di Virginia Key, utilizzando lo storico Virginia Key Beach Park e il Miami Marine Stadium come sedi. Virginia Key è accessibile dalla terraferma di Miami tramite la Rickenbacker Causeway, che fornisce anche l'accesso all'isola e alla comunità di Key Biscayne. La proposta ha incontrato la resistenza dei funzionari di Key Biscayne, citando la possibilità di problemi di sicurezza, rumore e ambiente, nonché un aumento del traffico sulla Rickenbacker Causeway.
Prima di una riunione e di una votazione sulla questione, il villaggio ha iniziato una campagna contro il festival. Ha pubblicato un video su Facebook narrato dal sindaco Michael Davey, avvertendo che ospitare Ultra avrebbe comportato "distruzione ambientale, rumore e un aumento della violenza correlata all'alcol e alla droga". Gli organizzatori hanno liquidato il video come denigratorio e "potenzialmente criminalizzante" per i suoi partecipanti, e hanno dichiarato che sarebbero stati interessati a un "dialogo aperto e in buona fede" con la comunità. Il 15 novembre 2018, i commissari di Miami hanno votato con successo a favore della possibilità di consentire che Ultra si tenesse al Miami Marine Stadium e allo Historic Virginia Key Beach Park.
Sono state presentate preoccupazioni sugli effetti del festival sulla fauna selvatica locale; l'isola presenta una serie di aree faunistiche sensibili e ospita varie specie in via di estinzione, e la Rosenstiel School of Marine, Atmospheric, and Earth Science dell'Università di Miami ha espresso preoccupazioni sul fatto che la musica ad alto volume prodotta dall'evento avrebbe potuto disturbare gli habitat marini e, a sua volta, i progetti di ricerca intrapresi dalla scuola. Gli organizzatori hanno dichiarato che si aspettavano di posizionare più palchi nei parcheggi che circondano il Miami Marine Stadium piuttosto che sulla spiaggia. Ultra ha pianificato di impiegare strategie ambientali come non usare coriandoli, vietare bicchieri e cannucce di plastica monouso (richiedendo ai venditori di usare bicchieri e imballaggi di carta o altrimenti compostabili), usare "alternative pirotecniche di prossimità" ai fuochi d'artificio tradizionali per ridurre l'inquinamento e i detriti, aumentare il numero di stazioni idriche e scoraggiare i partecipanti dal lasciare rifiuti.
Un festival techno concorrente noto come Rapture si era tenuto allo storico Virginia Key Beach Park nello stesso fine settimana di Ultra dal 2017. Nel febbraio 2019, gli organizzatori di Rapture hanno tentato di citare in giudizio Ultra e la città di Miami per motivi antitrust, sostenendo di aver già prenotato il sito per due delle stesse date di Ultra. La causa è stata respinta da un giudice, che ha sostenuto che sia Rapture che Ultra avevano presentato domanda, ma che solo quella di Ultra era stata effettivamente accettata. Rapture presentò una denuncia rivista, ma la causa fu nuovamente respinta, con il giudice che stabilì che le affermazioni di Rapture sulle violazioni dello Sherman Antitrust Act erano "infondate". Il mese seguente, la città di Miami fu nuovamente citata in giudizio dalla Brickell Homeowners Association, che sostenne che la città aveva violato il suo statuto travisando il suo accordo con il festival come una "licenza" ma apparentemente come un contratto di locazione, che richiede un'asta competitiva secondo la legge della Florida. Il giudice Rodolfo Ruiz respinse una mozione che richiedeva un'ingiunzione di emergenza.
La fase 1 della scaletta è stata svelata il 20 dicembre 2018, con artisti di ritorno come Carl Cox, The Chainsmokers, Deadmau5 (incluso un set che ha caratterizzato il debutto del suo nuovo set di palco "Cube 3.0" e un set techno come collaudatore), Marshmello, Martin Garrix e altri. Lo storico Virginia Key Beach Park avrebbe ospitato "Resistance Island", un'area a tre palchi con la tradizionale Megastructure, "Arrival" (un set del campo sonoro Burning Man sostenuto da Carl Cox Playground) e "Reflector". Il resto della scaletta è stato pubblicato il 12 marzo 2019.
Le preoccupazioni sui trasporti sono state realizzate la prima sera del festival: mentre si avvicinava la sua chiusura alle 2:00 del mattino, un afflusso di partecipanti in partenza ha provocato file disordinate per le navette di ritorno sulla terraferma. I partecipanti hanno riferito che anche i membri dello staff non erano stati di grande aiuto nel guidarli verso i punti di prelievo corretti, mentre molti hanno scelto di camminare lungo il ponte William Powell della strada rialzata, una camminata di circa 2,5 miglia (4,0 km), più il tempo di viaggio aggiuntivo necessario per tornare agli hotel o agli hub di trasporto (i taxi e i servizi di condivisione delle corse non erano autorizzati a effettuare prelievi direttamente sull'isola). Ciò, a sua volta, ha spinto le navette a sospendere le operazioni a causa dell'afflusso di traffico pedonale sulla strada rialzata.
La mattina seguente, gli organizzatori di Ultra si sono scusati per i problemi, affermando che avevano lavorato con la città per risolvere le carenze nei suoi piani di trasporto (tra cui una segnaletica più chiara e una corsia riservata agli autobus sul ponte) e che avrebbe mantenuto aperte concessioni, venditori e programmazione musicale aggiuntiva oltre le 2:00 del mattino per il resto del festival. Sebbene le linee fossero ancora segnalate, la situazione dei trasporti fu considerata migliorata nelle notti successive.
Il sindaco di Key Biscayne Michael Davey ha dichiarato che Ultra "ha fatto del suo meglio, ma non è il posto giusto". Il sindaco di Miami Carlos A. Giménez ha ammesso che Virginia Key potrebbe non essere stata la location migliore per l'evento, a causa della mancanza di opzioni di trasporto e del gran numero di partecipanti. Nonostante la mossa mirasse a ridurre i disagi, i residenti del centro hanno comunque segnalato rumori, vibrazioni e luci eccessivi provenienti dal sito.
Dopo il festival, Ultra ha rescisso il contratto con Key Biscayne, ritenendo che l'evento "semplicemente non fosse abbastanza buono" nella sua nuova sede e affermando che aveva in programma di trasferirsi in una nuova sede nel sud della Florida per il 2020 (con la possibilità che si tenesse fuori da Miami). Il 19 maggio 2019, la Commissione della città di Miami ha proposto una risoluzione per consentire a Ultra di tornare al Bayfront Park, citando il suo impatto culturale ed economico sulla città.
I termini richiedevano un pagamento minimo di 2 milioni di dollari all'anno, garantivano alla città entrate di sovrapprezzi sui biglietti se superavano i 2 milioni di dollari (questo minimo inizierà ad aumentare annualmente dal terzo anno di licenza), includevano restrizioni su quanto a lungo Ultra avrebbe potuto occupare e limitare l'accesso al Bayfront Park (fino a un mese, con il parco chiuso solo per 14 giorni) e limitavano la capacità del sito dell'evento a 55.000 (anche se quel numero potrebbe aumentare con l'approvazione della città). Dopo aver ricevuto un rinvio alla riunione della commissione del 27 giugno 2019, l'argomento è tornato all'ordine del giorno della riunione il 25 luglio 2019, con ulteriori stipulazioni, tra cui limiti di volume e ulteriori chiarimenti sulle date di chiusura e le restrizioni del parco.
La risoluzione è stata accolta con un intenso dibattito da entrambe le parti, ma alla fine la Commissione ha votato a favore 3-2. Il 31 luglio 2019, Ultra ha annunciato ufficialmente che l'edizione del 2020 era provvisoriamente programmata per il 20-22 marzo 2020 al Bayfront Park, con vendita dei biglietti a partire dal 6 agosto 2019.

#### 2020 e 2021: Sospensione per via della Pandemia Covid-19
Il 4 marzo 2020, il sindaco Francis Suarez e il commissario Joe Carollo hanno chiesto che Ultra venisse riprogrammato a causa delle preoccupazioni relative alla pandemia di COVID-19. Un'emergenza sanitaria pubblica è stata dichiarata in Florida dopo che due casi sono stati confermati nella contea di Manatee e nella contea di Hillsborough. Più tardi quel giorno, il commissario Manolo Reyes ha detto al Miami Herald che in seguito a un incontro tra organizzatori e funzionari locali, Ultra e la città avevano concordato di annullare l'edizione del 2020. Suarez ha affermato che se Ultra non avesse accettato questa decisione, la città avrebbe avuto il potere di annullare l'evento in base al contratto esistente.
Ultra è stato uno dei primi grandi festival musicali degli Stati Uniti ad essere annullato a causa della pandemia. Si prevedeva che il festival avrebbe portato circa 165.000 persone da tutto il mondo all'evento del 2020. Aveva generato circa 1 miliardo di dollari di impatti economici complessivi e nel 2019 ha prodotto un totale di 168 milioni di dollari e generato 1.834 posti di lavoro. Dopo l'annuncio di annullare l'evento, gli acquirenti dei biglietti sono stati informati che non riceveranno rimborsi completi. Invece, gli acquirenti sono stati informati di richiedere i loro benefici come parte di un pacchetto di valore che includeva quanto segue: accesso a un'ora di spettacolo extra al festival del 2021, un biglietto gratuito per qualsiasi evento Ultra Worldwide o Resistance 2021, codice sconto per il 50% di sconto fino a $ 250 in merchandising Ultra, accesso esclusivo a una vendita di biglietti Premium GA a $ 99,95 ciascuno, accesso esclusivo all'acquisto di 2 biglietti GA aggiuntivi per il festival del 2021 al prezzo di $ 249,95 ciascuno e una possibilità di ottenere uno dei 10 biglietti Ultra golden in cui ognuno ammette te più un ingresso ospite a qualsiasi evento Ultra Worldwide per tutta la vita. Gli acquirenti sono stati anche informati che avrebbero potuto scegliere se partecipare all'Ultra Miami 2021 o 2022 al posto del biglietto del 2020. La decisione di non rimborsare i biglietti segue la politica di rimborso ufficiale, poiché gli organizzatori hanno la possibilità di emettere rimborsi parziali o totali, posticipare l'evento a una data futura o offrire agli acquirenti un bene o un servizio comparabile.
Il 21 gennaio 2021, Billboard ha riferito che l'Ultra 2021 sarà probabilmente annullato a causa della pandemia di COVID-19. Ottenendo una lettera da un avvocato che affermava che l'Ultra "prevede che la città invocherà nuovamente la clausola di forza maggiore" e richiedendo l'approvazione della città di Miami per lo spostamento dell'evento al 25-27 marzo 2022. Un mese dopo, il 21 febbraio, la cancellazione è stata confermata.

#### 2022
Dopo lo spostamento a Virginia Key nel 2019 e le cancellazioni dovute alla pandemia di COVID-19 nel 2020 e nel 2021, l'Ultra Music Festival è tornato nella sede di Bayfront Park per l'edizione del 2022 il 25, 26 e 27 marzo 2022. La scaletta della Fase 1 per il festival è stata rivelata il 26 ottobre 2021, con Kygo, Martin Garrix, Nina Kraviz e Gareth Emery tra gli altri. La Fase 2 della scaletta è stata rivelata il 17 novembre, aggiungendo Afrojack (ft. MC Ambush), Armin van Buuren, Tiesto e altri, con la scaletta finale rivelata il 1° febbraio 2022. Hardwell si è esibito come atto di chiusura del festival dopo essere stato annunciato come ospite "esclusivo" "presentando un'esibizione molto attesa di uno degli artisti più iconici nella storia della musica elettronica".

#### 2024
Piogge intense e vento si sono verificati al Bayfront Park intorno alle 20:00 del 22 marzo, giorno 1 dell'Ultra Music Festival. Le gravi condizioni meteorologiche hanno interrotto direttamente il set di Tiesto a causa dei danni causati dall'acqua al suo mixer. Intorno alle 21:00, tutte le esibizioni sono state temporaneamente sospese a causa di fulmini e forti venti, che hanno colpito Hardwell, Fisher & Chris Lake Presented Under Construction, Armin van Buuren, ecc. Ultra ha ufficialmente sospeso tutti gli spettacoli per il resto della giornata intorno alle 22:30. È la prima volta nella storia che l'Ultra Music Festival deve essere completamente chiuso a causa del maltempo. L'ultima volta che il festival è stato colpito dal maltempo è stato nel 2015, quando l'organizzatore ha chiuso più della metà dei palchi.
Lo spettacolo è ripreso solo il giorno dopo alle 16:00, con alcuni set riprogrammati, tra cui Hardwell.
Gli orari dello spettacolo sono stati estesi il giorno 2 dalle 12:00 all'1:00 e il giorno 3 dalle 12:00 alle 22:30

## Premi e nomination

### DJ Awards
| Anno | Categoria                                                         | Luogo                        | Risultato |
| ---- | ----------------------------------------------------------------- | ---------------------------- | --------- |
| 2007 | Miglior festival internazionale di musica dance                   | Ultra Music Festival (Miami) | Nominato  |
| 2008 | Premio speciale - Miglior festival internazionale di musica dance | Ultra Music Festival (Miami) | Vinto     |
| 2018 | Premio speciale - Ibiza Night                                     | RESISTENZA (Ibiza)           | Vinto     |

### DJ Magazine
| Anno | Categoria                         | Luogo                                 | Risultato                                  |
| ---- | --------------------------------- | ------------------------------------- | ------------------------------------------ |
| 2016 | I migliori 100 Festivals al Mondo | Ultra Music Festival - Miami, Florida | Vinto                                      |
| 2017 | I migliori 100 Festivals al Mondo | Ultra Music Festival - Miami, Florida | Vinto                                      |
| 2018 | I migliori 100 Festivals al Mondo | Ultra Music Festival - Miami, Florida | Non svolto                                 |
| 2019 | I migliori 100 Festivals al Mondo | Ultra Music Festival - Miami, Florida | 3°                                         |
| 2020 | I migliori 100 Festivals al Mondo | Ultra Music Festival - Miami, Florida | Sondaggio aperto, Risultato non pubblicato |
| 2021 | I migliori 100 Festivals al Mondo | Ultra Music Festival - Miami, Florida | Non svolto a causa della Pandemia Covid-19 |
| 2022 | I migliori 100 Festivals al Mondo | Ultra Music Festival - Miami, Florida | 2°                                         |
| 2023 | I migliori 100 Festivals al Mondo | Ultra Music Festival - Miami, Florida | 2°                                         |
| 2024 | I migliori 100 Festivals al Mondo | Ultra Music Festival - Miami, Florida | 4°                                         |

### Festicket Awards
| Anno | Categoria                       | Luogo                | Risultato |
| ---- | ------------------------------- | -------------------- | --------- |
| 2016 | Miglior EDM / Festival di danza | Ultra Music Festival | 2°        |

### International Dance Music Awards

#### Pre-2016
| Anno | Categoria               | Luogo                                 | Risultato |
| ---- | ----------------------- | ------------------------------------- | --------- |
| 2005 | Miglior evento di danza | Ultra Music Festival - Miami, Florida | Nominato  |
| 2006 | Miglior evento di danza | Ultra Music Festival - Miami, Florida | Nominato  |
| 2007 | Miglior evento di danza | Ultra Music Festival - Miami, Florida | Nominato  |
| 2008 | Miglior evento musicale | Ultra Music Festival - Miami, Florida | Vinto     |
| 2009 | Miglior evento musicale | Ultra Music Festival - Miami, Florida | Vinto     |
| 2010 | Miglior evento musicale | Ultra Music Festival - Miami, Florida | Vinto     |
| 2011 | Miglior evento musicale | Ultra Music Festival - Miami, Florida | Vinto     |
| 2012 | Miglior evento musicale | Ultra Music Festival - Miami, Florida | Nominato  |
| 2013 | Miglior evento musicale | Ultra Music Festival - Miami, Florida | Nominato  |
| 2014 | Miglior evento musicale | Ultra Music Festival - Miami, Florida | Nominato  |
| 2015 | Miglior evento musicale | Ultra Music Festival - Miami, Florida | Nominato  |
| 2016 | Miglior evento musicale | Ultra Music Festival - Miami, Florida | Nominato  |

#### 2018-Present
| Anno | Categoria        | Luogo                | Risultato |
| ---- | ---------------- | -------------------- | --------- |
| 2018 | Miglior festival | Ultra Music Festival | Vinto     |
| 2019 | Miglior festival | Ultra Music Festival | Nominato  |
| 2020 | Miglior festival | Ultra Music Festival | Nominato  |

## Partecipazione
| Anno | Partecipazione | Posizione                                  |
| ---- | -------------- | ------------------------------------------ |
| 1999 | 10.000         | South Beach, Miami Beach                   |
| 2000 | 10.000         | South Beach, Miami Beach                   |
| 2001 | 21.000         | Bayfront Park, Downtown Miami              |
| 2002 | 21.500         | Bayfront Park, Downtown Miami              |
| 2003 | 25.000         | Bayfront Park, Downtown Miami              |
| 2004 | 35.000         | Bayfront Park, Downtown Miami              |
| 2005 | 48.000         | Bayfront Park, Downtown Miami              |
| 2006 | 40.000         | Bicentennial Park, Downtown Miami          |
| 2007 | 50.000         | Bicentennial Park, Downtown Miami          |
| 2008 | 70.000         | Bicentennial Park, Downtown Miami          |
| 2009 | 85.000         | Bicentennial Park, Downtown Miami          |
| 2010 | 93.000         | Bicentennial Park, Downtown Miami          |
| 2011 | 100.000        | Bicentennial Park, Downtown Miami          |
| 2012 | 165.000        | Bayfront Park, Downtown Miami              |
| 2013 | 330.000        | Bayfront Park, Downtown Miami              |
| 2014 | 165.000        | Bayfront Park, Downtown Miami              |
| 2015 | 165.000        | Bayfront Park, Downtown Miami              |
| 2016 | 165.000        | Bayfront Park, Downtown Miami              |
| 2017 | 165.000        | Bayfront Park, Downtown Miami              |
| 2018 | 165.000        | Bayfront Park, Downtown Miami              |
| 2019 | 170.000        | Virginia Key, Miami                        |
| 2020 | N/A            | Cancellato a causa della Pandemia Covid-19 |
| 2021 | N/A            | Cancellato a causa della Pandemia Covid-19 |
| 2022 | 165.000        | Bayfront Park, Downtown Miami              |
| 2023 | 165.000        | Bayfront Park, Downtown Miami              |
| 2024 | 165.000        | Bayfront Park, Downtown Miami              |

Le cifre relative alle presenze rappresentano la frequenza totale per la durata del festival.

## UltraWorldwide
Nel 2008, Ultra ha iniziato Ultra Worldwide a partire da Ultra Brasil, che ha avuto luogo a San Paolo, Brasile, trasferendosi a Rio de Janeiro nel 2016. Da allora, Ultra ha debuttato nei festival di Buenos Aires, in Argentina ( Ultra Buenos Aires ); Santiago, Cile ( Ultra Chile ); Seoul, Korea ( Ultra Korea ); Johannesburg e Città del Capo, Sudafrica ( Ultra Sud Africa ); Tokyo, Giappone (Ultra Giappone ); Bali, Indonesia (Ultra Bali); Singapore, Singapore ( Ultra Singapore ); e Ibiza, Spagna ( Ultra Ibiza ). Nel luglio 2013, Ultra Worldwide ha debuttato Ultra Europe , conosciuta anche come Destination Ultra, che si svolge nell'arco di una settimana in diverse sedi in tutta la Croazia.
Il 2012 ha dato inizio al concept dell'evento intitolato Road to Ultra, che sono eventi di un solo giorno, in un'unica fase. Gli eventi Road to Ultra si sono svolti in Thailandia, Corea, Giappone, Taiwan, Colombia, Paraguay, Portorico, Macao, Cile, Bolivia e Perù . Nel 2016, Road to Ultra ha avuto luogo a Hong Kong per la prima volta, nel distretto culturale di West Kowloon .
Durante l'edizione 2017 di Ultra Miami, è stato annunciato che l'India e l'Australia ospiteranno gli eventi Road to Ultra a partire dal 2017. L'annuncio includeva anche un'espansione a Shanghai con Ultra China, un festival di due giorni si è tenuto a Shanghai, in Cina, dal 9 al 10 settembre 2017. Alla fine di maggio è stato annunciato che Ultra Mexico si sarebbe tenuto a Città del Messico al Foro Pegaso dal 6 al 7 ottobre 2017
Nel 2017, Ultra ha anche iniziato a espandere il marchio Resistance nella propria serie di eventi, iniziando con un tour internazionale di 11 date, con Sasha e John Digweed nel 2017, insieme a una residenza di otto settimane, martedì, al Privilege di Ibiza . Nel febbraio 2018, fu annunciato che un festival di tre giorni della resistenza di Città del Messico si sarebbe tenuto dal 25 al 27 maggio 2018.
In India, Road to Ultra: ha preso il via a Nuova Delhi e Mumbai nel settembre 2017. Per quanto riguarda l'Australia, Road to Ultra: si è svolta a Melbourne nel febbraio 2018. Successivamente è stato annunciato che il secondo evento a Sydney sarà aggiunto per il 2019.

## Trasporti e hotel
Quando si trovavano al Bayfront Park, i partecipanti usavano spesso i trasporti pubblici, tra cui il Metrorail di Miami, il Metromover (che fornisce servizio gratuito attraverso il centro di Miami e Brickell) e i servizi del Metrobus per raggiungere i terreni del festival a causa del costo e della scarsità di parcheggi del centro. Nel 2016, la città ha iniziato a estendere il servizio Metrorail e Metromover alle 2:00 durante il festival a beneficio dei partecipanti. A causa della loro vicinanza a Bayfront (con alcuni raggiungibili a piedi), gli hotel all'interno di Greater Downtown Miami, come il quartiere delle arti e dello spettacolo, I quartieri Brickell e Edgewater erano spesso prenotati dai partecipanti. South Beach è stata anche utilizzata da alcuni partecipanti come location alternativa, ma durante il festival era comune la presenza di traffico a Miami e nei dintorni.
La Rickenbacker Causeway è l'unico collegamento veicolare tra la terraferma Miami e Virginia Key . Le preoccupazioni sono state espresse da un'altra comunità collegata tramite la strada rialzata, Key Biscayne, in Florida, per la possibilità che il festival potesse causare il rallentamento del traffico sulla strada. Non ci saranno parcheggi pubblici al festival, infatti il festival ha annunciato piani per offrire un servizio navetta per Virginia Key.